# اشرانگه
اشرانگه (به فرانسوی: Escherange) یک کمون در فرانسه است که در Canton of Cattenom واقع شده‌است.

## خصوصیات
اشرانگه ۱۳٫۱۸ کیلومترمربع مساحت و ۴۳۲ نفر جمعیت دارد و ۴۰۳ متر بالاتر از سطح دریا واقع شده‌است.